# Crowcombe
Crowcombe is een civil parish in het bestuurlijke gebied Somerset West and Taunton, in het Engelse graafschap Somerset met 489 inwoners.